# Автомобильная промышленность Чехии

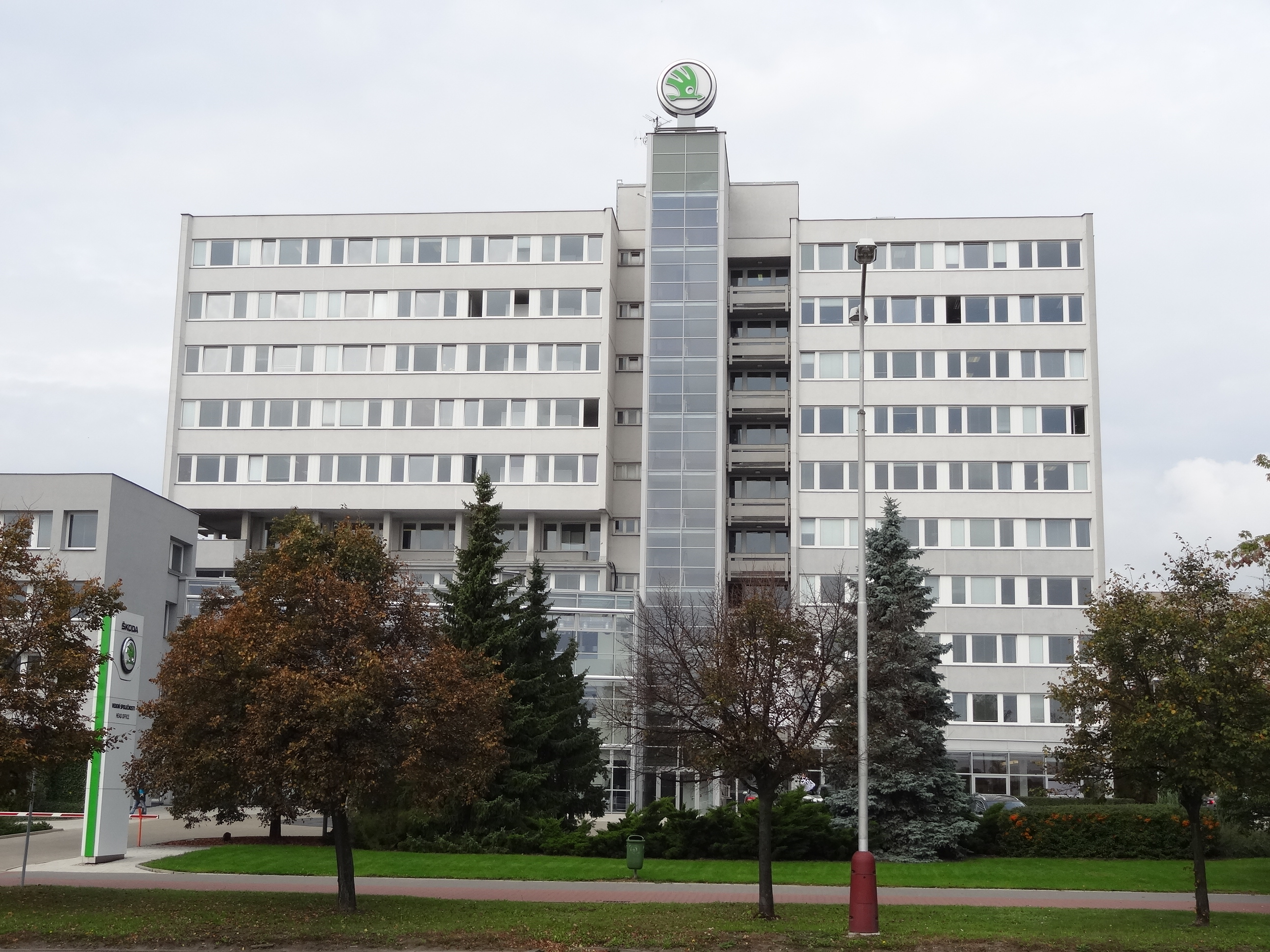
Штаб-квартира Škoda Auto

Автомобильная промышленность Чехии — одна из важных отраслей экономики Чехии.
До Второй мировой войны автомобильная промышленность Чехии была значительной и передовой частью экономики бывшей Чехословакии. В результате войны производство автомобилей упало. Однако послевоенная социалистическая Чехословакия восстановила собственное производство автомобилей, и стала вторым (после Польши) производителем автомобилей в Восточной Европе, производя 250,000 транспортных средств всех типов в год, в том числе автомобилей и троллейбусов Škoda, грузовых автомобилей и трамваев Tatra, автобусов Karosa.
После распада страны, Чехия унаследовала большую часть своих производственных мощностей, а затем выросла во много раз благодаря немецким, французским, японским и южнокорейским инвестициям.
В настоящее время Чехия является крупнейшим восточноевропейским и одним из значимых европейских (6-е место) и мировых (16-17-е место) автопроизводителей, экспортируя свою продукцию в страны СНГ, Европу и США. Производство — 1,2-1,4 миллиона автомобилей в год. При этом, в Чехии производятся автомобили как оригинальных чешских брендов Škoda (принадлежит Volkswagen Group с 2000 года) и Tatra, так и зарубежных брендов — Hyundai (Hyundai Motor Manufacturing Czech) и TPCA (Toyota, Peugeot и Citroen).

## История

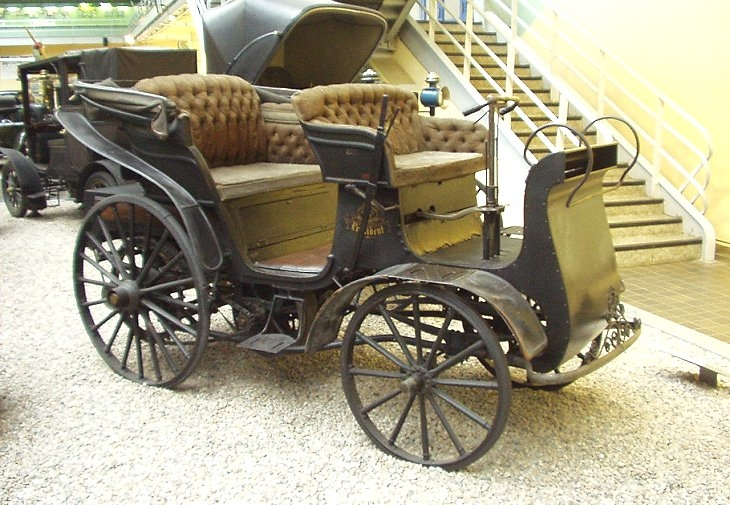
Nesselsdorf Präsident (1897)

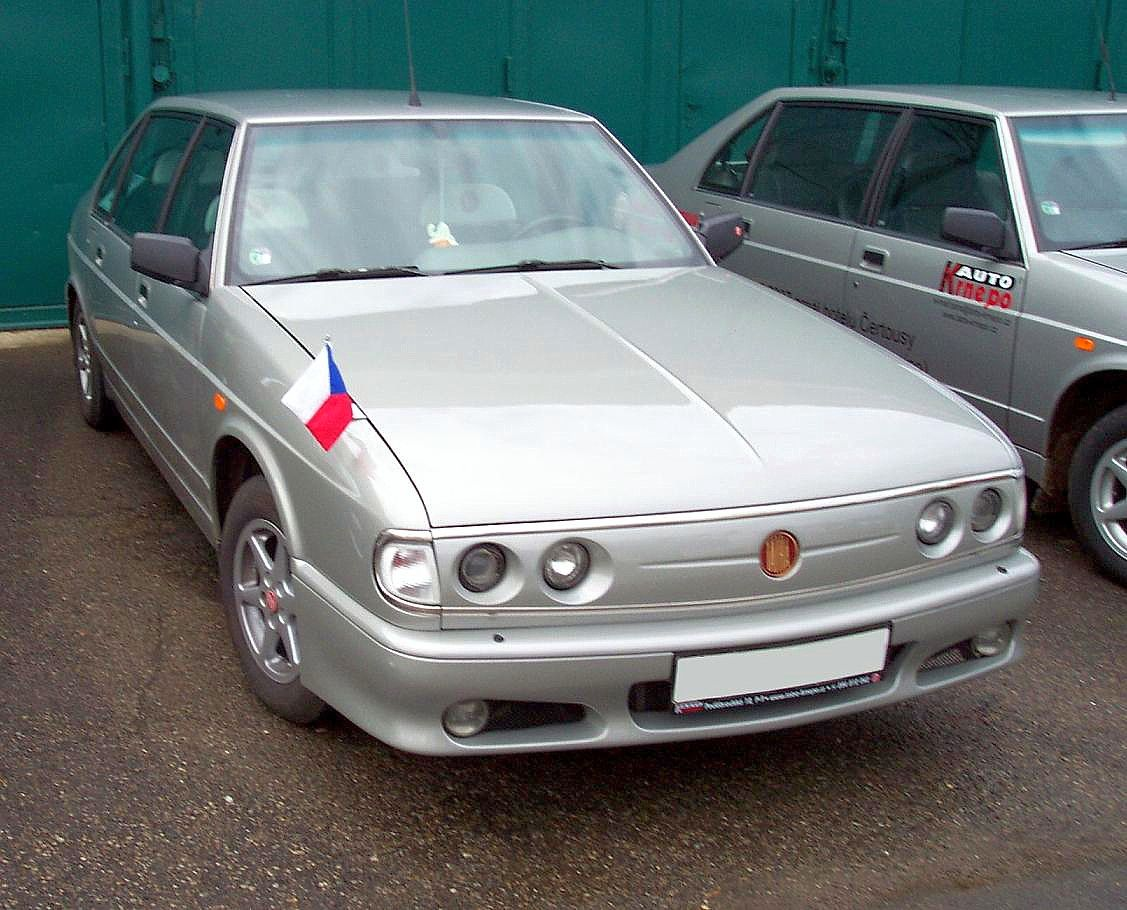
Tatra 700 — основная легковая модель марки Tatra во второй половине 1990-х годов

Пражский часовщик и механик Йозеф Божек был первым, кто создал самоходный экипаж на территории современной Чехии. В 1815 году он представил плод своей десятилетней работы — паромобиль, который считается одним из первых паромобилей в мире после экипажей француза Кюньо и англичанина Тревитика.
Божек эксплуатировал своё творение несколько лет, после чего использовал паровой двигатель уже отдельно от самого транспортного средства. В дальнейшем богемский конструктор занимался пароходами и железнодорожным транспортом, а также получил известность как часовой мастер.
В 1897 году компания «Nesselsdorfer Wagenbau-Fabriksgesellschaft» (будущая Tatra) из Восточной Моравии выпустила свой первый легковой автомобиль под названием «Президент», а годом позже и грузовик.

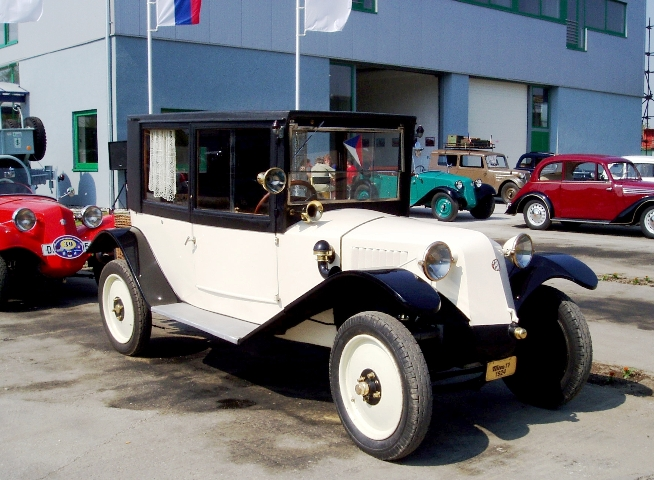
Tatra 11 (1923—1927)
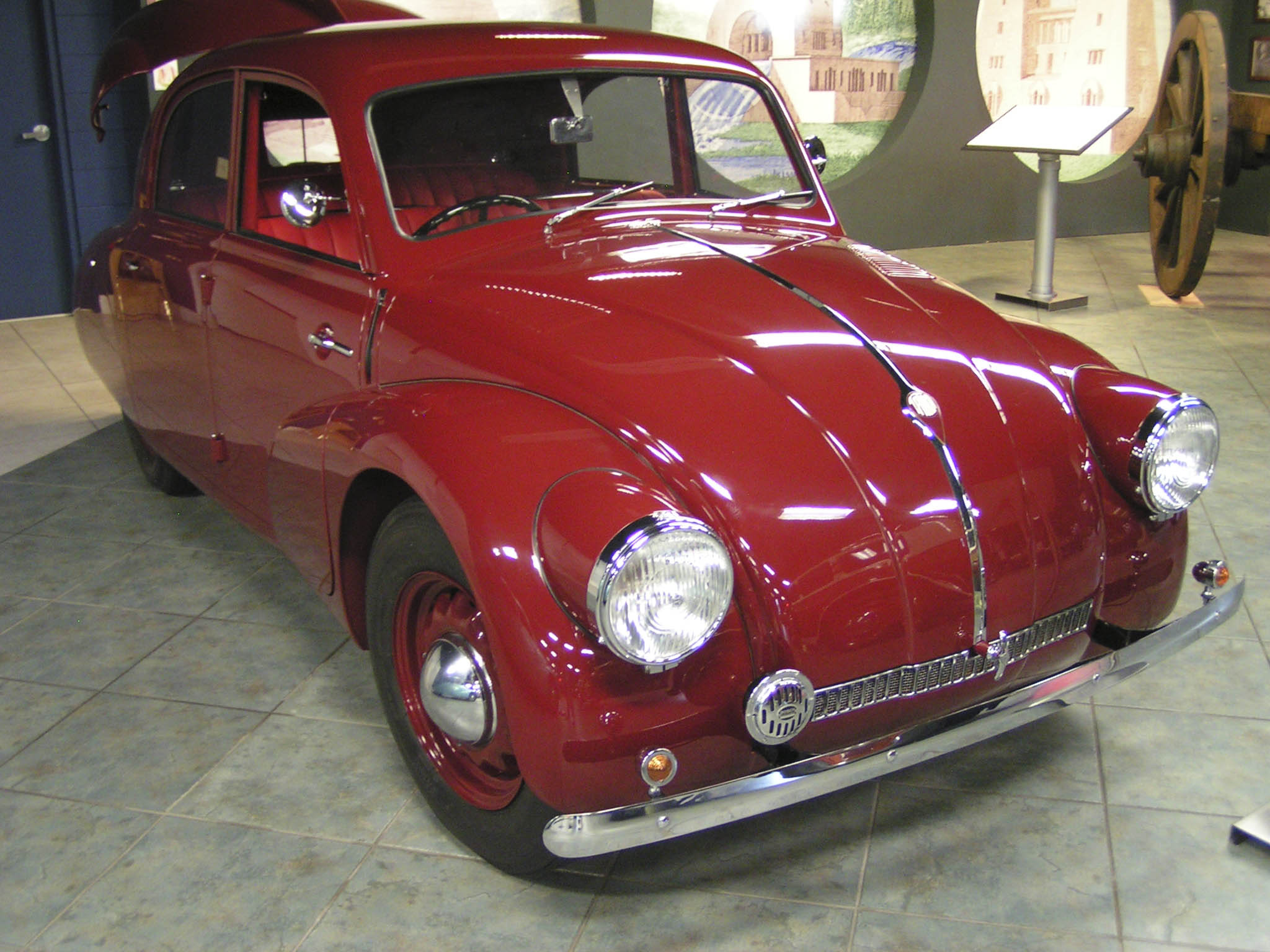
Tatra T97 (1936—1939)
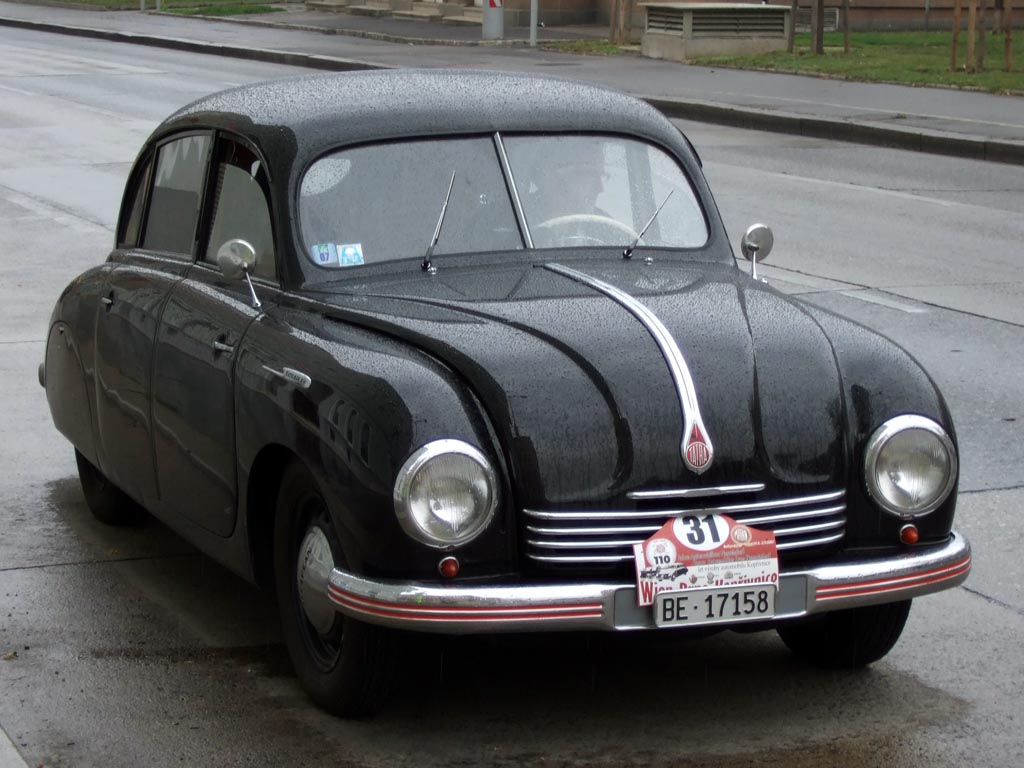
Tatra T600 Tatraplan (1946—1952)
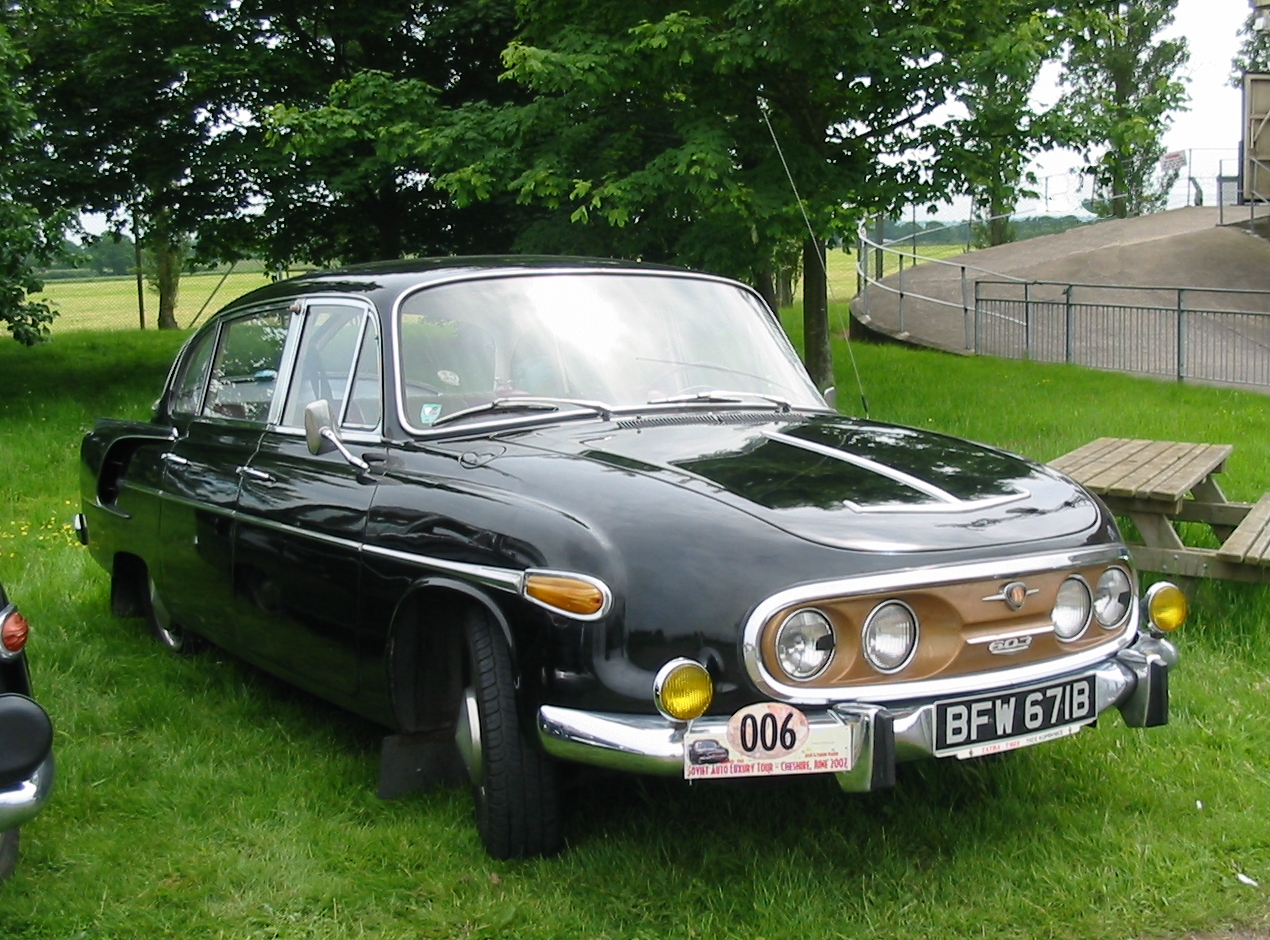
Tatra 603 (1956—1962)
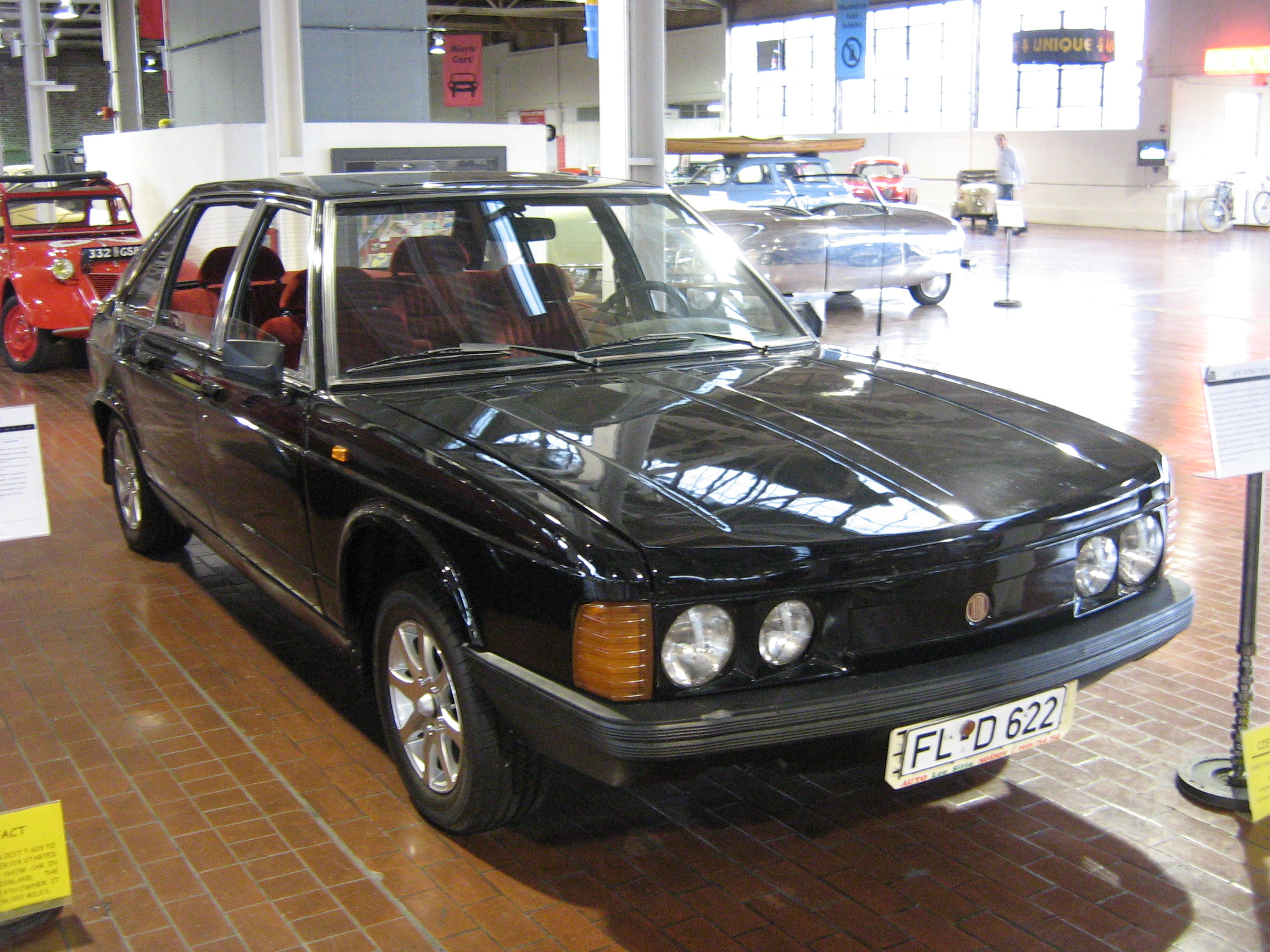
Tatra 613 (1974—1996)
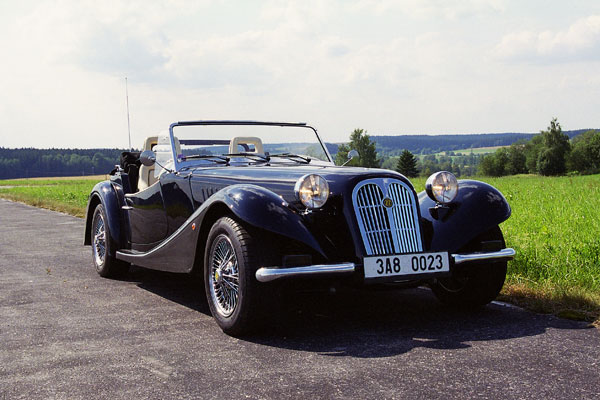
Gordon Roadster

## Автомобильные производители

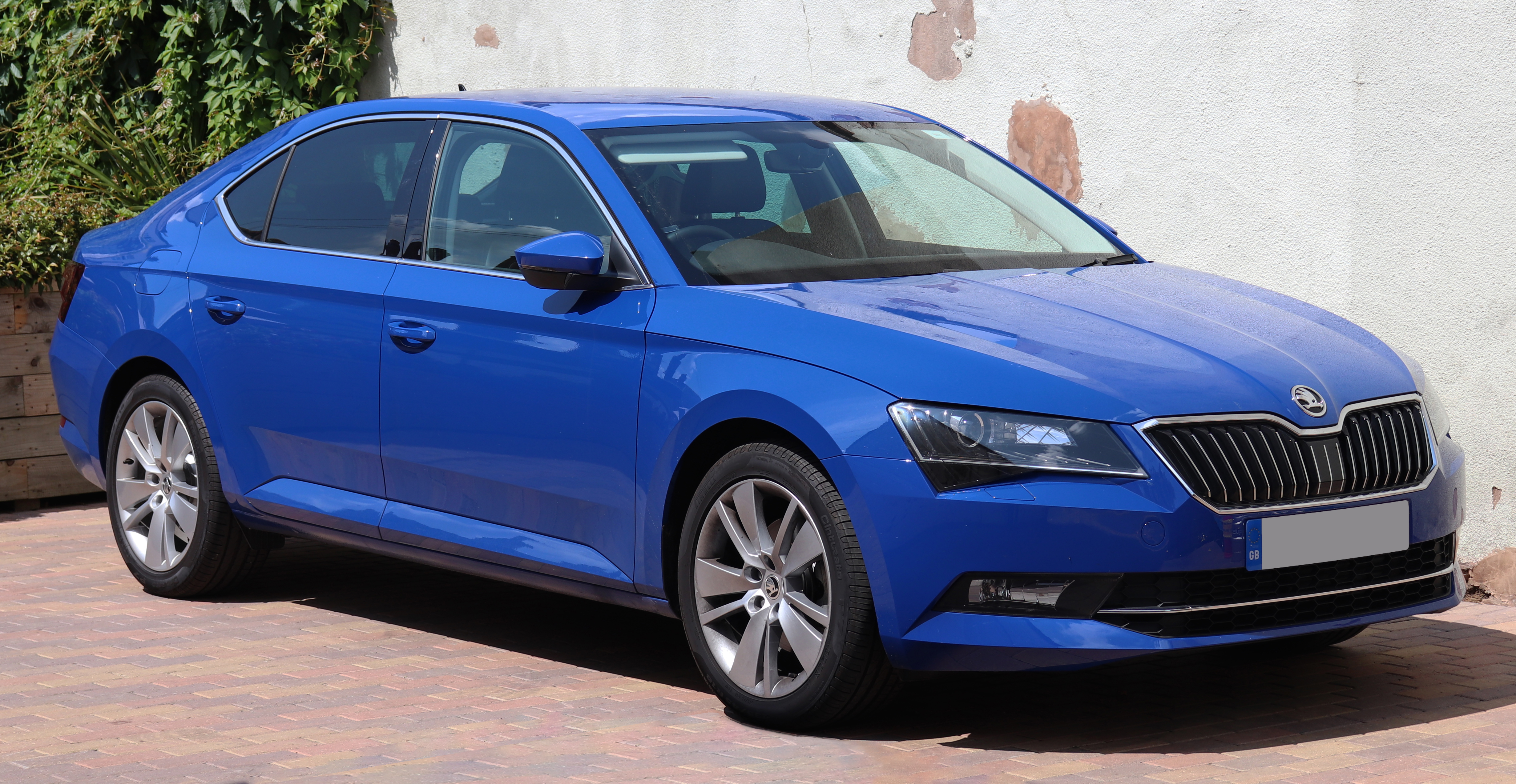
Škoda Superb B8 — представительская модель Škoda

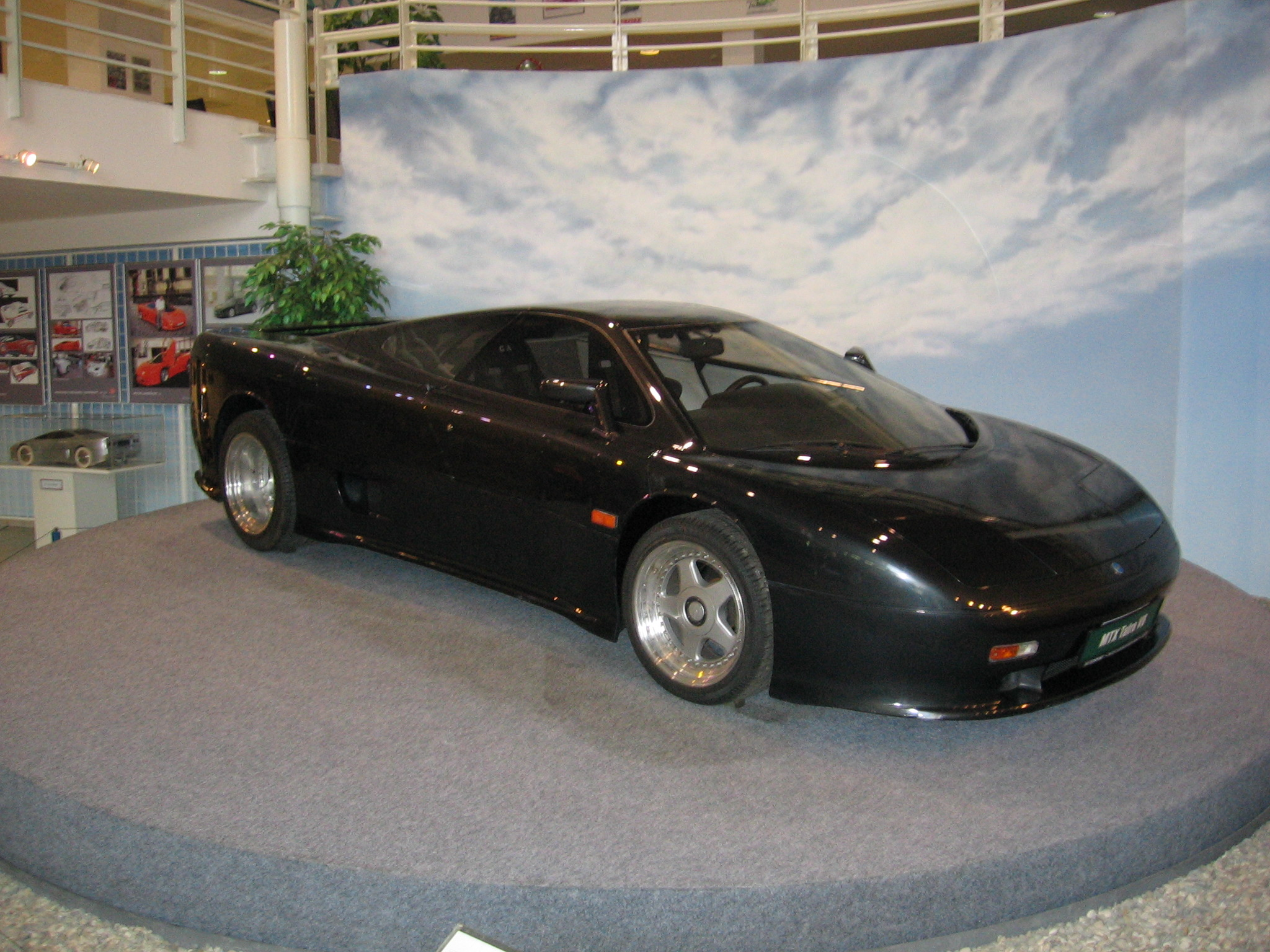
Tatra MTX (прототип)

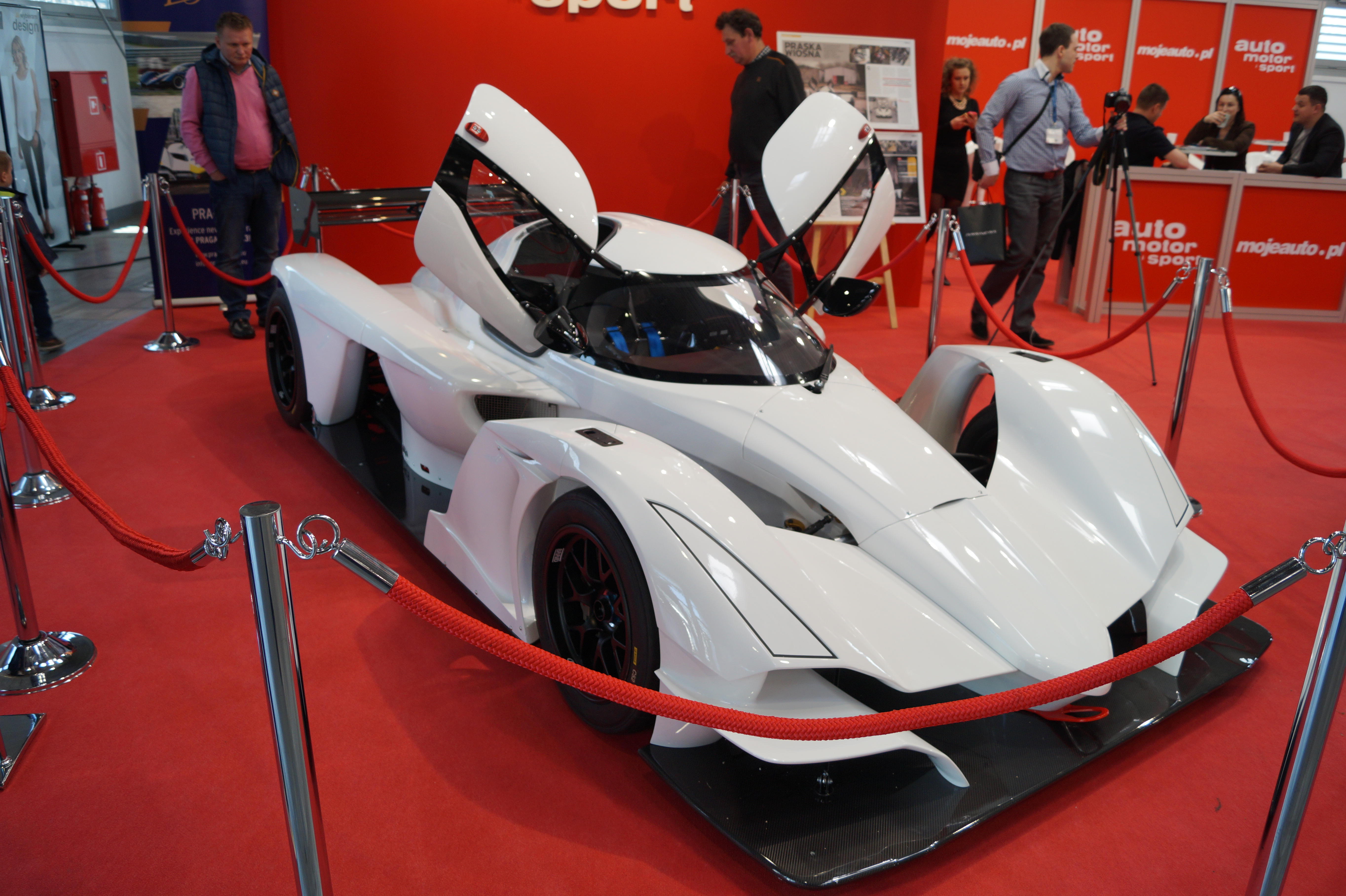
Praga R1

### Действующие производители
Основные:
- Škoda Auto (с 1895 по настоящее время)
- Tatra (с 1897 по настоящее время)
- Praga (с 1907 по настоящее время)

Неосновные:
- Karosa (с 1948 по настоящее время)
- Gordon (с 1997 по настоящее время)
- Kaipan (с 1997 по настоящее время)
- MTX (с 1970 по настоящее время)
- Praga-Export (с 2011 по настоящее время)
- Velorex-X-Strike (с 2010 по настоящее время)

Иностранные бренды:
- Hyundai Czech Republic (с 2006 по настоящее время)
- Toyota Peugeot Citroën Automobile Czech (с 2002 по настоящее время)

### Исторические бренды
- Aero (1929—1947)
- Laurin & Klement (1895—1925)
- Jawa (1929—ок. 1972)
- RAF (1907—1913)
- Velorex (1951—1971)
- Walter (1911—1954)
- Wikov (1925—1937)
- Zbrojovka Brno (1923—1936)
- Aspa (1924—1925)
- Avia (1946—2012)
- C.A.S. (1920)
- Disk (1924)
- Ecora
- Elpo
- Enka (1926—1930)
- ESO (1957)
- FRM (1935)
- Gatter (1926—1937)
- Gnom (1921—1924)
- Hakar
- ISIS (1922—1924)
- KAN (1911—1914)
- Kolowrat (бл. 1920)
- Kohout (1905)
- Kroboth (1930—1933)
- LIAZ (1907—2009)
- Linser (1906)
- Magda (1948)
- Myron (1934)
- Orion (1930)
- Panek (1921)
- Premier (1913—1914)
- Ringhoffer (1923)
- RULO
- Sibrava (1921—1929)
- Slatinany (1912)
- Start (1921—1931)
- Stelka (1920—1922)
- Trimobil (1922)
- Vaja (1929—1930)
- Vechet (1911—1914)
- Velox (1907—1910)